# ГЕС Mùlǐhé Shāwān
ГЕС Mùlǐhé Shāwān (木里河沙湾水电站) — гідроелектростанція у центральній частині Китаю в провінції Сичуань. Знаходячись між ГЕС Kǎjīwá (вище по течії) та ГЕС Égōngbǎo, входить до складу каскаду на річці Муліхе (Літанг), яка впадає праворуч до Ялунцзян, великої лівої притоки Дзинші (верхня течія Янцзи).
В межах проекту річку перекрили бетонною греблею висотою 25 метрів та довжиною 76 метрів, котра має гребінь на позначці 2574 метра НРМ. Від неї через правобережний гірський масив прокладено дериваційний тунель довжиною біля 18 км, який транспортує ресурс для чотирьох турбін потужністю по 60 МВт, котрі використовують напір у 235 метрів.